# ائوترپه ۲۷
سیارک ۲۷ (به انگلیسی: 27 Euterpe) بیست و هفتمین سیارک کشف شده‌است که در ۸ نوامبر ۱۸۵۳ و در لندن کشف شد.
قدر مطلق سیارک برابر ۷٫۰۰ است.